# (2290) Helffrich
(2290) Helffrich (1932 CD1; 1953 FR; 1976 QR1; 1980 RF) ist ein Asteroid des äußeren Hauptgürtels, der am 14. Februar 1932 vom deutschen Astronomen Karl Wilhelm Reinmuth an der Landessternwarte Heidelberg-Königstuhl auf dem Westgipfel des Königstuhls in Heidelberg (IAU-Code 024) entdeckt wurde.

## Benennung
(2290) Helffrich wurde nach dem deutschen Astronomen Joseph Helffrich (1890–1971) benannt, der von 1909 bis 1911 an der Landessternwarte Heidelberg-Königstuhl tätig war. Als Assistent von Max Wolf, nach dem die Asteroiden (827) Wolfiana und (1217) Maximiliana benannt wurden, entdeckte er 13 Asteroiden. Die Benennung wurde von den deutschen Astronomen Gerhard Klare und Lutz D. Schmadel vorgeschlagen.